# Maciej Grzywacz
Maciej Grzywacz (ur. 24 czerwca 1969 w Bydgoszczy) – polski gitarzysta, kompozytor, aranżer.

## Życiorys
Absolwent Akademii Muzycznej im. Fryderyka Chopina w Warszawie oraz Wyższej Szkoły Muzycznej w Monachium. Uzyskawszy dyplom monachijskiej uczelni, został przyjęty do fundacji Yehudiego Menuhina „Live Music Now”, dla której koncertował w Niemczech jako gitarzysta klasyczny.

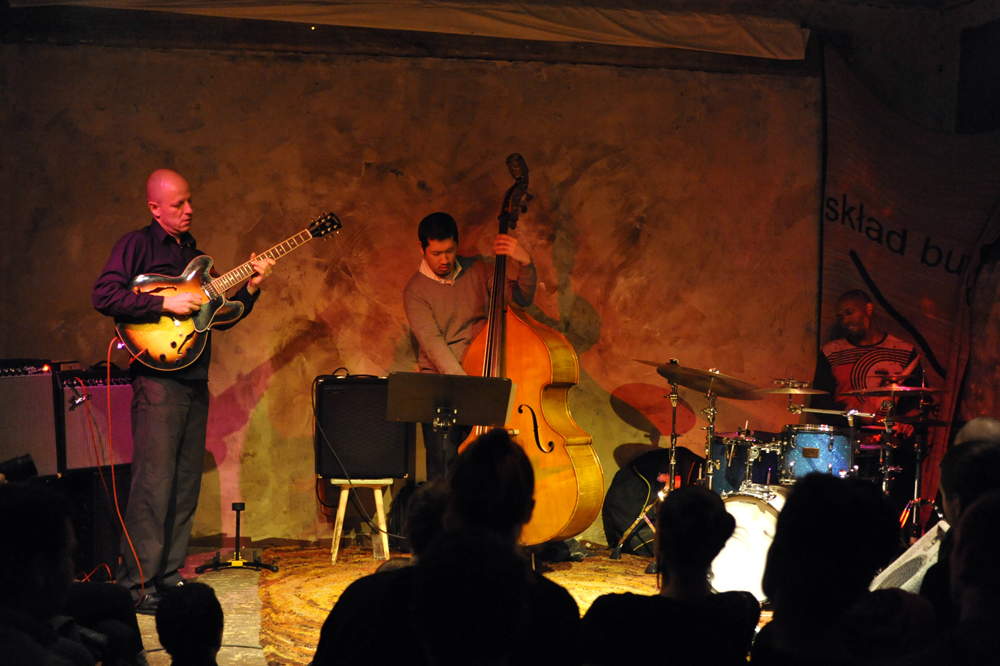
Od lewej: Maciej Grzywacz – gitara, Yasushi Nakamura – b i Clarence Penn – dr w klubie Skład Butelek w Warszawie, 11 listopada 2010

Maciej Grzywacz ma na swoim koncie sześć autorskich płyt. Ostatnia z nich to „Connected”, nagrana z udziałem muzyków skandynawskich. Poprzednie albumy to: Solo – nagrany w całości na gitarze klasycznej, Black Wine, na którym zagrał kontrabasista Yasushi Nakamura i perkusista Clarence Penn z Nowego Jorku. Wcześniejsze płyty: FourthDimension z udziałem Macieja Obary, Michała Barańskiego i Łukasza Żyty, Things Never Done, w nagraniu którego wziął udział kontrabasista Awiszaj Kohen z Nowego Jorku oraz Forces Within z udziałem kanadyjskiego perkusisty Tylera Hornby oraz saksofonisty Macieja Sikały.
Współzałożyciel zespołu (0-58), którego pierwsza płyta, nagrana w 2001 Do dziesięciu, otrzymała nominację do nagrody Fryderyk 2002 w kategorii Jazzowy Album Roku. W 2003 ukazała się druga płyta, Tryby. Ta również otrzymała nominację do nagrody Fryderyk. Zespół (0-58) ma za sobą trasy koncertowe w Niemczech, Rosji, Szwecji i Rumunii.
Współpracuje z innymi zespołami, pracuje też jako muzyk sesyjny, brał również udział w nagraniach muzyki filmowej i teatralnej Leszka Możdżera oraz Marka Kuczyńskiego.
Maciej Grzywacz koncertował w Kanadzie, Izraelu, Rosji, Bułgarii, Rumunii, Szwecji, Finlandii, Niemczech, Belgii, Austrii i w Czechach.
Jest pedagogiem (jazz i muzyka estradowa) w Akademii Muzycznej im. S. Moniuszki w Gdańsku.
W kadencji 2021–2025 członek Rady Dyscypliny Artystycznej Akademii Muzycznej im. Stanisława Moniuszki w Gdańsku.
4 stycznia 2021 uzyskał tytuł profesora sztuki w dyscyplinie sztuki muzyczne. 13 czerwca 2023 ogłosił, że odmawia wzięcia udziału w ceremonii nadania tytułu profesora przez prezydenta Andrzeja Dudę, w proteście przeciwko łamaniu przez niego Konstytucji RP.

## Dyskografia
Jako lider
- Things Never Done – Maciej Grzywacz (EMG 001, 2006)
- Forces Within – Maciej Grzywacz (EMG 003, 2006)
- Fourth Dimension – Maciej Grzywacz (EMG 004, 2009)
- Black Wine – Maciej Grzywacz, Yasushi Nakamura, Clarence Penn (BWR 2011)
- Solo – Maciej Grzywacz (BWR 2013)
- Connected – Maciej Grzywacz, Jakob Dinesen, Daniel Fransk, Hakon Mjaset Johansen (BWR 2015)[potrzebny przypis]

Jako sideman
- Offshore – Maciej Grzywacz, Olo Walicki oraz Emil Kowalski (Olo 001, 2000)
- Do dziesięciu – 058 (Olo 003, 2001)
- Nikt poza nami – Krystyna Stańko (Allegro 004, 2002)
- Hand made – Wojciech Staroniewicz (Allegro 005, 2002)
- Follow the Soul – Piotr Lemańczyk (Allegro 006, 2003)
- Tryby – 058 (058 Records 001, 2003)
- Freep – Piotr Lemańczyk (BCD Records 2005)